# 431 aC
El 431 aC va ser un any del calendari romà prejulià. Era l'any 323 ab urbe condita. La denominació 431 aC per a aquest any s'ha emprat des de l'edat mitjana, quan el calendari Anno Domini va ser el mètode més usat a Europa per a anomenar els anys.

## Esdeveniments
- Esclata la Guerra del Peloponnès, un conflicte bèl·lic que va afectar Grècia des de l'any 431 aC fins al 404 aC i va enfrontar la Lliga de Delos (conduïda per Atenes) i els seus aliats, de tendència democràtica, contra Esparta i els seus, de tendència oligàrquica.[2] La primera fase de la guerra es coneix amb el nom de guerra d'Arquidam o guerra Arquidàmica, des del seu inici fins a la pau de Nícies, el 421 aC. Aquest nom deriva del rei d'Esparta Arquidam II.[3]
- Desenvolupament de la teoria dels quatre humors.[4]
- Bràsides, general espartà, va ser nomenat èfor d'Esparta. En el primer any de la guerra del Peloponnès, va introduir cent homes a Metone mentre era assetjada pels atenesos, i va aconseguir salvar la ciutat.[5]
- La població de l'illa d'Egina va ser expulsada pels atenencs, acusada d'haver contribuït a l'inici de la guerra, i substituïda per clerucs grecs.[6]
- Eurípides estrena la tragèdia Medea a Atenes, dins de les festivitats de les Dionísies, on va obtenir el tercer premi.[7]
- Un grup de 300 tebans va intentar sorprendre la ciutat de Platea. Van entrar a la ciutat amb la complicitat del partit oligàrquic i a la nit van intentar agafar el control però els ciutadans es van recuperar de la sorpresa, van matar 180 assaltants i la resta van fugir.[8]
- A Roma van ser elegits cònsols Tit Quinti Pennus Cincinnat i Gai Juli Mentó. Les pèrdues romanes en la guerra contra els volscs dirigida pels cònsols, van fer que es nomenés un dictador, Aulus Postumi Tubert.[9][10]

## Naixements
- Aquell any, o potser el 430 aC va néixer Dionisi el Vell, tirà de Siracusa (405 aC-367 aC).[11][12]

## Necrològiques
- Fídies, escultor grec.[13]